# Disneyland Resort

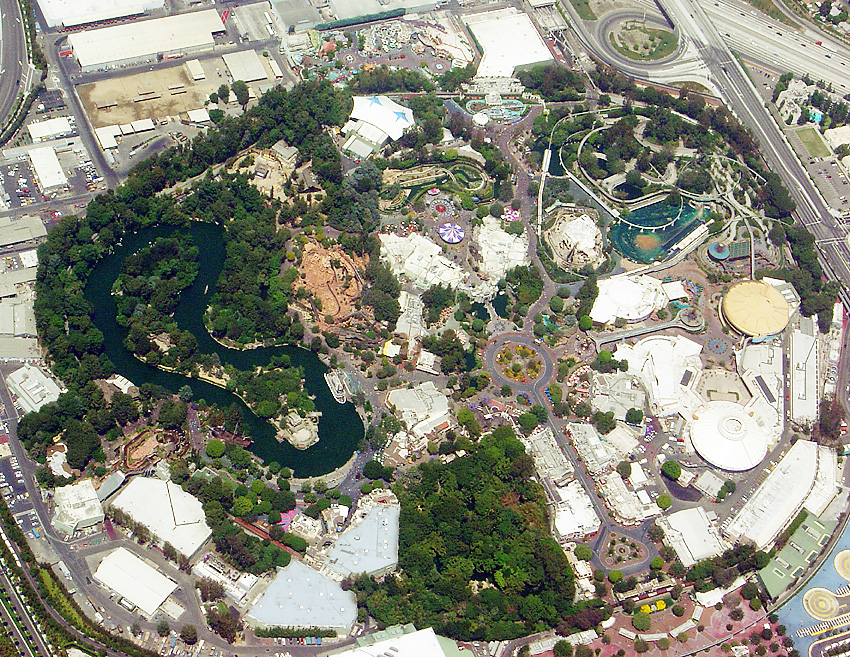
Imagem aérea da Disneylândia

Disneyland Resort, vulgarmente conhecido como Disneyland (em português:  Disneylândia), é um resort de entretenimento localizado em Anaheim, Califórnia, Estados Unidos. É operado e de propriedade da The Walt Disney Company através de sua divisão de parques e resorts e é o lar de dois parques temáticos, três hotéis e um shopping, restaurantes, opções de entretenimento e um complexo conhecido como Downtown Disney.
O resort foi desenvolvido por Walt Disney em 1950. Quando foi inaugurado aos hóspedes em 17 de julho de 1955, a propriedade consistia no parque temático Disneylândia, seus 40 hectares de estacionamento e o Disneyland Hotel, todos de propriedade e operados pelo parceiro de negócios da Disney, Jack Wrather. Depois de ter sucesso com o seu complexo multi-parque e multi-hotel no Walt Disney World, em Lake Buena Vista, Flórida, a Disney adquiriu grandes áreas de terra adjacentes à Disneylândia aplicar o mesmo modelo de negócios em Anaheim.
Durante a expansão, a propriedade foi nomeada para Disneyland Resort para abranger todo o complexo de entretenimento, enquanto o parque temático original foi nomeado Disneyland Park. A empresa comprou o Disneyland Hotel da Wrather Compay e o Hotel Pan Pacific de seus proprietários japoneses. Este último tornou-se o Disney Paradise Pier Hotel. A propriedade ainda teve a adição do Disney Grand Californian Hotel & Spa, um segundo parque temático, com o nome de Disney California Adventure e a área comercial adjacente de Downtown Disney.